# 고베 대공습

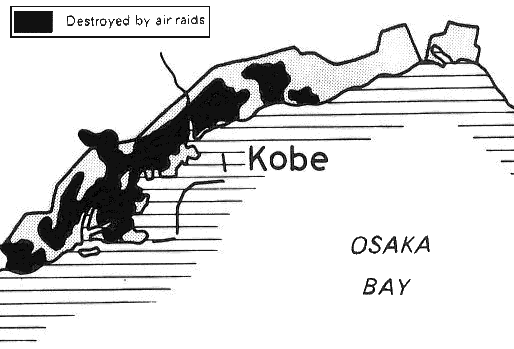
1946년 조사를 통해 폭격으로 시가지가 완전 파괴된 범위를 검은색으로 나타낸 지도

제2차 세계 대전 기간의 고베 폭격은 고베 대공습(일본어: 神戸大空襲 고베다이구슈[*])라고도 부르며 제2차 세계 대전 기간 중 일본 전역 수행 기간 있었던 미국 공군의 일본 효고현 고베시에 대한 전략폭격 작전이다.

## 배경
고베는 여러 차례 미군 소이폭격의 표적이 되었다. 첫번째로 고베는 일본에서 6번째로 큰 도시였으며 인구가 백만 명이 넘었다. 당시 가옥의 90%는 목재였고 한번 불이 붙으면 빠르게 확산되는 구조였다. 또한 당시 일본 최대의 항구인 고베항이 있었으며 조선 및 선반 엔진 제조 공장이 밀집된 곳이었다. 이 외에도 고베는 교통 및 상업 중심지였다. 일본 주요 고속도로 및 자동차도, 도쿄와 오사카를 잇는 서일본 여객철도가 지나갔다. 철강, 고무, 기계, 철도 장비, 군수 산업 등이 밀집한 공단 지역도 있었다. 마지막으로 고베의 급수원은 매우 적어 저지대의 저수지 세곳에서만 물을 끌여올 수 있었는데, 저급의 소방장비와 합쳐져 화재 진압을 매우 어렵게 했다.

## 공습

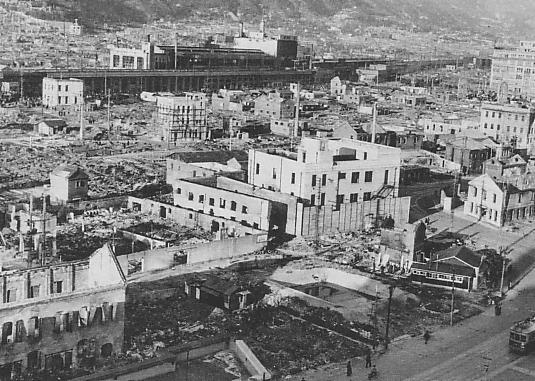
1945년 공습 이후 파괴된 고베시

미군의 최초의 고베 폭격은 1942년 4월 18일 둘리틀 공습으로, 효고구 중앙시장에 폭탄이 떨어졌으나 큰 피해는 입지 않았다. 본격적인 공습은 1945년 이후 시작되었다.

### 2월 4일 공습
더그웨이 무기 시험장에 세운 일본마을을 향해 소이탄을 시험한 이후, 미군 장군 커티스 르메이는 1945년 2월 4일 고베를 향해 시험적으로 소이탄 폭격을 해보라고 명령하였다. 1945년 2월 4일 보잉 B-29 슈퍼포트리스 폭격기 69기가 고베로 발진하여 융단폭격을 했다.

### 3월 16/17일 공습
1945년 3월 16일에서 17일 사이 밤, B-29 폭격기 331기가 발진하여 고베시로 야간폭격했다. 이 폭격에는 XXI 폭격사령부 산하 제73폭격편대 151기, 제313폭격편대 128기, 제314폭격편대 52기가 동원되었다. 이 폭격은 도시 북서부, 주요 철도선이 지나가는 남부, 도시 시가지 북서쪽의 고베역, 북동쪽 공단지역 등 4곳에 집중되었다. 이 폭격으로 화염선풍이 일어나 약 8,841명이 사망하고 7.4km2 면적인 고베 시가지 20.5%에 해당하는 영역을 완파했다. 또한 65만명이 집을 잃어 이재민이 되었고 집이 파괴되거나 손괴되는 피해를 입은 가구는 백만명 가까이에 달했다.
공습 도중 일본군 전투기 280기가 발진했으며 그 중 96기가 123회의 공격을 가했다. 이 공격은 일본 본토에 대한 야간폭격 중 가장 많은 전투기가 공격을 가한 사례로 기록되었다. 공습 도중 미군 폭격기 3기가 피해를 입었으나, 그 이유가 격추 때문인지 기계적 이상 때문인지는 불확실하다.

### 기타 공습

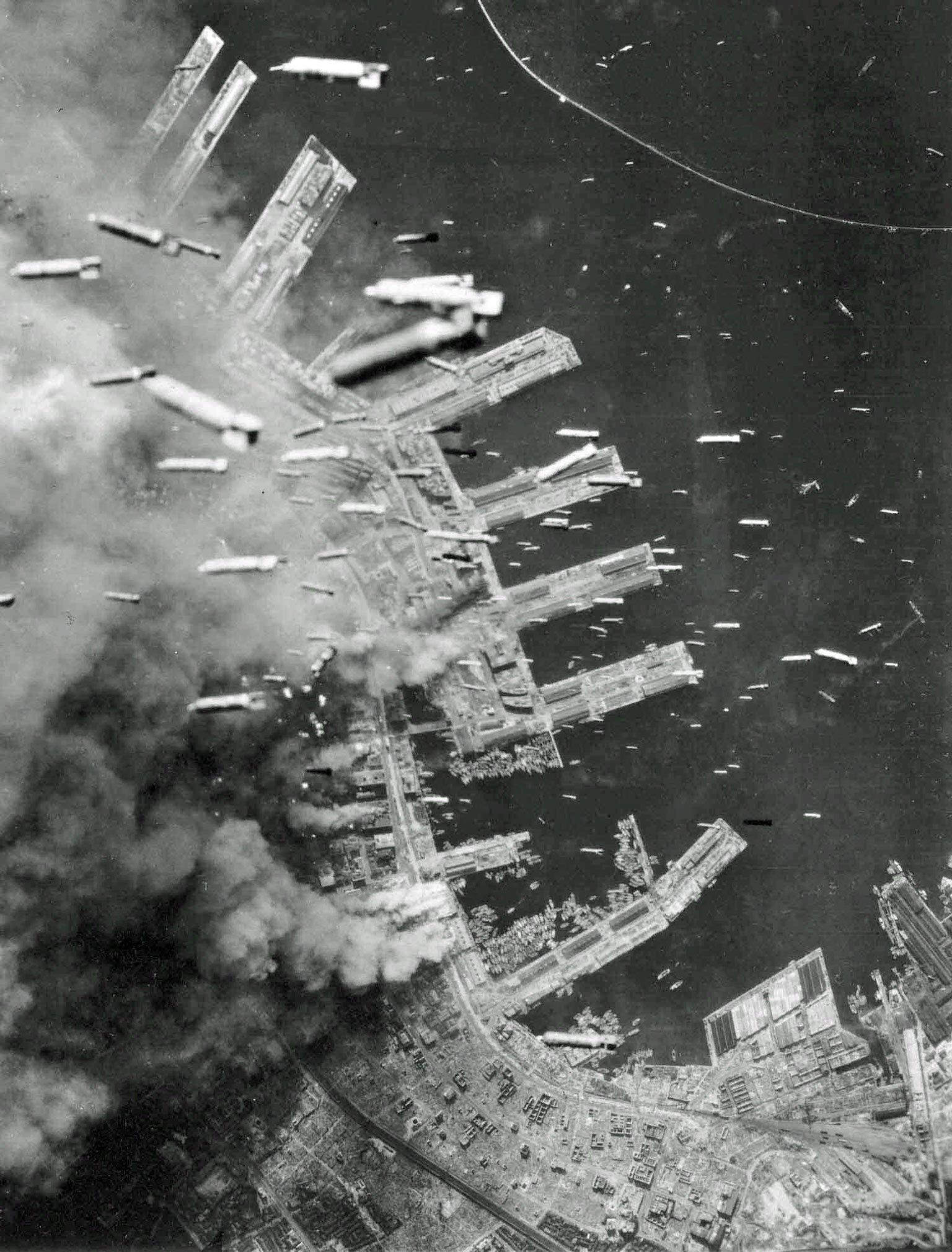
1945년 6월 5일, B-29가 고베항을 폭격하는 모습

1945년 6월 5일에 B-29 473기가 발진하여 고베를 다시 폭격했다. 소이탄 503개를 투하하여 고베 시가지 9.8km2, 약 51%를 파괴했다.
고베 시는 소이폭격 외에도 산업단지, 광산 지역, 전폭기 공장 등에 대한 B-29 폭격 대상으로 자주 폭격당했다. 다음은 3차례 대공습 외에 추가로 고베가 공습 받은 사례이다.
- 1945년 5월 11일 - B-29 92기가 카와니시 항공기 공장을 타격했다.[12]
- 1945년 6월 17-18일 - B-29 25기가 기아 작전 시행을 위해 고베 앞바다에 기뢰를 투하했다.[13]
- 1945년 6월 27-28일 - B-29 29기가 고베 부두 3곳을 포함한 고베 앞바다에 기뢰를 투하했다.[14]
- 1945년 7월 19-20일 - B-29 27기가 고베 앞바다에 기뢰를 투하했다.[15]
- 1945년 7월 30일 - 이오지마에서 발진한 전투기 편대가 고베-오사카 지역의 비행장, 철도 시설 등을 폭격했다.[16]

## 여파 및 사망자
고베시를 수 차례 폭격한 결과, 사망자는 7,491명, 부상자 17,014명, 이재민이 약 53만 명 발생하였다. 또한 목재 가옥이 거의 파괴되어 약 14만 가구가 파괴된 것으로 추정된다.

## 같이 보기
- 도쿄 대공습
- 반딧불이의 무덤 - 고베 대공습을 배경으로 한 소설
  - 반딧불의 묘 - 위의 소설을 원작으로 만든 영화

## 서지
- Hoito Edoin (1987년). 《The Night Tokyo Burned》. St. Martin's Press. ISBN 0-312-01072-9.
- Kenneth P. Werrell (1996년). 《Blankets of Fire》. Smithsonian Institution Press. ISBN 1-56098-665-4.